# Килимник Юрій Васильович
Юрій Васильович Килимник (нар. 1944) — радянський діяч, секретар Київського міського комітету КПУ, партійний пропагандист. Кандидат філософських наук.

## Біографія
Закінчив Житомирський державний педагогічний інститут. Трудову діяльність розпочав вчителем.
У 1970—1972 роках — на комсомольській роботі.
Член КПРС з 1971 року.
З 1972 року — інструктор, заступник завідувача відділу пропаганди та агітації Житомирського обласного комітету КПУ.
У 1980 році закінчив Академію суспільних наук при ЦК КПРС у Москві.
У 1980—1983 роках — заступник завідувача, завідувач відділу пропаганди та агітації Житомирського обласного комітету КПУ.
У 1983—1988 роках — завідувач сектору зовнішньополітичної інформації відділу пропаганди та агітації ЦК КПУ, завідувач Будинку політичної освіти — заступник завідувача відділу пропаганди та агітації ЦК КПУ, 1-й заступник завідувача відділу пропаганди та агітації ЦК КПУ. У 1988 році — заступник завідувача ідеологічного відділу ЦК КПУ.
24 грудня 1988 — 23 листопада 1989 року — секретар Київського міського комітету КПУ з ідеологічних питань.
Був співавтором (разом з Вадимом Гетьманом) книг «Чи стане Україна соціальною державою? (Бесіди про Конституцію)» (Київ, 1996), «Що таке свобода і право у демократичній державі? (Бесіди про Конституцію)» (Київ, 1996), «Влада (Бесіди про Конституцію)» (Київ, 1997), «Національний банк у системі влади (Бесіди про Конституцію)» (Київ, 1997).
Подальша доля невідома.